# Гігрометр

Гігрометр

Гігрометр, також вологомір — прилад для вимірювання величин, які характеризують вологість речовини в газоподібному стані (наприклад, вологості повітря).
Використовуються волосяні гігрометри та конденсаційні (психрометри).
Принцип дії волосяного гігрометра заснований на здатності натягнутої знежиреної людської волосини змінювати свою довжину залежно від вологості повітря.
Сучасні інструменти використовують електронні датчики для вимірювання вологості. Найпоширеніші датчики вимірюють зміну ємності або опору під дією вологи.
В ємнісних датчиках на дві пластини подається змінна напруга. Залежно від кількості водяної пари між пластинами, змінюється діелектрична проникність і відповідно ємність, яка впливає на реактивний опір конденсатора.
В опірних датчиках вимірюється електричний опір полімерної мембрани, який змінюється залежно від кількості поглинутої вологи.
При вимірюваннях вологості також необхідно вимірювати температуру, оскільки вона впливає на калібрування електронних давачів.
Для перевірки гігрометра застосовується гігростат.

## Види гігрометрів

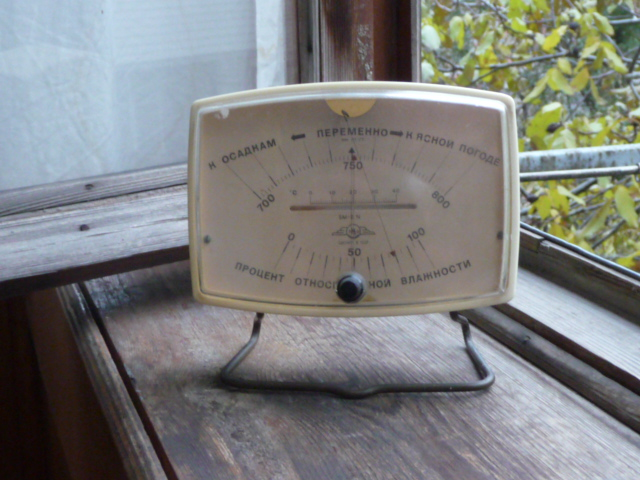
Побутова метеостанція виробництва СРСР, що включає гігрометр волосяного типу (нижня шкала з червоною стрілкою). Поточний показ — 80 % відносної вологості.

1. Принцип дії вагового (абсолютного) заснований на вимірюванні кількості вологи, поглиненої із заданого й відомого об'єму досліджуваного повітря. Цей гігрометр складається із системи U-подібних трубок, наповнених гігроскопічною речовиною, здатною практично повністю поглинати вологу з повітря, наприклад, плавленим хлоридом кальцію або перхлоратом магнію(інші мови) або комбінацією різних вологопоглиначів. Через цю систему насосом прокачують задану й відому кількість досліджуваного повітря, вологість якого визначають. Зміну маси системи визначають зважуванням до і після прокачування, за обсягом прокачаного повітря і зміною маси знаходять абсолютну вологість.
2. Дія волосяного гігрометра ґрунтується на властивості знежиреного людського волосся змінювати довжину зі зміною вологості повітря, що дозволяє вимірювати відносну вологість від 30 до 100 %. Волосся злегка натягнуто на пружну металеву рамку. Зміна довжини волосся передається стрілці, що переміщається шкалою, проградуйованою в одиницях відносної вологості (див. ілюстрацію).
3. Плівковий гігрометр також заснований на вимірюванні деформації і має чутливий елемент у вигляді мембрана з органічної плівки, розмір якої змінюється зі зміною вологості — збільшується при підвищенні і зменшується при зниженні. Зсув положення центру натягнутою пружним елементом плівкової мембрани передається через систему важелів стрілці. Волосяний і плівковий гігрометри за від'ємних температур є основними приладами для вимірювання вологості повітря[джерело?]. Покази волосяного і плівкового гігрометра періодично калібрують за показами точнішого приладу — наприклад, психрометра або абсолютного конденсаційного гігрометра.
4. В електролітичному гігрометрі вимірюють електричний опір шару гігроскопічної речовини — електроліту, наприклад, хлориду літію в суміші з в'яжучим матеріалом, нанесеної на пластинку з електроізоляційного матеріалу (скла, полістиролу). Зі зміною вологості повітря змінюється концентрація вологи в електроліті і його електричний опір; недолік цього типу гігрометрів — істотна залежність показів від температури.
5. Дія керамічного гігрометра ґрунтується на залежності від вологості повітря електричного опору твердої і пористої керамічної маси: суміші глини, кремнію, каоліну і деяких оксидів металів.
6. Конденсаційний гігрометр визначає точку роси за температурою охолоджуваного металевого дзеркальця в момент появи або зникнення на ньому слідів крапельок води (або льоду), що конденсуються з навколишнього повітря. Складається з пристрою для охолодження дзеркальця, оптичного або електричного пристрою, що фіксує момент конденсації або випаровування вологи за розсіюванням світлового пучка, і термометра, що вимірює температуру дзеркальця. За виміряною точкою роси визначають абсолютну і відносну вологості повітря. У сучасних конденсаційних гігрометрах для охолодження дзеркальця користуються напівпровідниковим охолоджувальним елементом, принцип дії якого заснований на ефекті Пельтьє, а температуру дзеркальця вимірюють вмонтованим у нього термометром опору або напівпровідниковим терморезистором. Конденсаційні гігрометри використовують для визначення точки роси в різних газових середовищах (не тільки в повітрі).
7. Електронний гігрометр.
8. Психрометричний гігрометр або просто — психрометр.

### Електронні гігрометри
Електронні гігрометри можуть використовувати різні принципи:
- оптоелектронні — вимірюють точку роси за допомогою охолоджуваного дзеркала (дзеркало охолоджується до температури напевне нижчої від температури точки роси, потім повільно нагрівається до температури точки роси);
- ємнісні — вимірюють зміну ємності полімерного або металооксидного конденсатора, викликану абсорбцією вологи (діапазон їх вимірювання — від 5 до 95 відносних відсотків, схильні до відходу показань через старіння, але їх показання майже не залежать від температури);
- кондуктометричні або резистивні-використовують ефект змінення електропровідності деяких гігроскопічних солей або електропровідних полімерів зі зміненням вологості;
- п'єзоелектричний — принцип їх роботи заснований на зміні частоти механічних коливань пластинки з п'єзоелектрика, наприклад, кварцового кристала з нанесеною на нього плівкою з речовини, яка оборотно поглинає-десорбує вологу; при поглинанні вологи маса плівки збільшується, що знижує частоту коливань електромеханічної системи, коливання в якій підтримує електронний автогенератор;
- з вимірюванням провідності повітря (вимірюють абсолютну вологість, для обчислення відносної вологості потрібне також вимірювання температури)[джерело?].